# MacOS Sonoma
MacOS Sonoma (versie 14) is de twintigste editie van macOS, Apples client- en serverbesturingssysteem voor Macintosh-computers.
Sonoma werd aangekondigd tijdens de Worldwide Developers Conference (WWDC) op 5 juni 2023 en kwam op 26 september 2023 beschikbaar als gratis update. Het is vernoemd naar Sonoma Valley, een wijngebied in de Amerikaanse staat Californië.

## Nieuwe functies
Tijdens de presentatie werden in macOS Sonoma de volgende verbeteringen en toevoegingen getoond.
Nieuw zijn Widgets, die vrij op het bureaublad geplaatst kunnen worden, bijvoorbeeld voor het tonen van het weer, de klok of agenda. Hier blijven ze zichtbaar achter de geopende vensters.
Er is een gamemodus, waarin spellen geoptimaliseerd worden voor de hardware. Voor ontwikkelaars biedt Apple een Game Porting Toolkit die bedoeld is om het porten van Windows-spellen te vereenvoudigen. De basis hiervoor is Wine.
Sonoma biedt ook nieuwe bureaubladachtergronden. Daarbij zijn video-achtergronden beschikbaar als schermbeveiliging, die naadloos overgaan in een afbeelding op het bureaublad.
Verbeteringen zijn aanwezig in videogesprekken, waar een persoon op de voorgrond zichtbaar blijft bij het delen van het scherm. Met handgebaren is het mogelijk op bepaalde effecten te tonen. Met webbrowser Safari kunnen verschillende profielen worden aangemaakt, bijvoorbeeld voor werk, school of privé. Hierbij blijven de favorieten, tabgroepen en cookies van elkaar gescheiden. Ook zijn ongebruikte privévensters voortaan vergrendeld in Safari.
Andere verbeteringen zijn aangebracht in het delen van wachtwoorden, Berichten, pdf-bestanden, Notities en woord- en zinsvoorspelling. Ten slotte is er is een isolatiemodus voor bescherming tegen cyberaanvallen.

## Hardwarevereisten
De volgende modellen zijn compatibel met macOS Sonoma:
- iMac (2019 en nieuwer)
- iMac Pro (2017)
- Mac mini (2018 en nieuwer)
- Mac Pro (2019 en nieuwer)
- Mac Studio (2022 en nieuwer)
- MacBook Air (2018 en nieuwer)
- MacBook Pro (2018 en nieuwer)

## Versiegeschiedenis
| Versie | Build  | Datum             | Opmerkingen                                                                           |
| ------ | ------ | ----------------- | ------------------------------------------------------------------------------------- |
| 14.0   | 23A344 | 26 september 2023 | Eerste publieke versie.                                                               |
| 14.1   | 23B74  | 25 oktober 2023   | Diverse verbeteringen, opgeloste problemen en beveiligingsupdates                     |
| 14.2   | 23C64  | 11 december 2023  | Verbeterde functionaliteit en diverse updates                                         |
| 14.3   | 23D56  | 22 januari 2024   | Verbeteringen voor Muziek, diverse probleemoplossingen en beveiligingsupdates         |
| 14.4   | 23E214 | 7 maart 2024      | Opgeloste problemen, nieuwe emoji en ondersteuning voor alternatieve betaalopties     |
| 14.5   | 23F79  | 13 mei 2024       | Opgeloste problemen in FaceTime en apps                                               |
| 14.6   | 23G80  | 29 juli 2024      | Ondersteuning voor externe beeldschermen, opgeloste problemen en beveiligingsupdates. |
| 14.7   | 23H124 | 16 september 2024 | Beveiligingsupdates                                                                   |